# Bloody Disgusting
Bloody Disgusting è un sito web che offre notizie, interviste e recensioni relative al cinema horror.

## Storia
Fondato nel 2004 da Brad Minska e Tom Owen, nel 2007 è stato acquisito dal gruppo The Collective. Il sito riceve un traffico mensile di circa un milione di visitatori unici e 20 milioni di pagine visualizzate.